# Rystad Energy
Rystad Energy est une société indépendante de recherche énergétique et de veille économique dont le siège est à Oslo, en Norvège. C'est le plus grand cabinet de conseil indépendant en énergie en Norvège  et une société d'analyse de premier plan pour l'industrie pétrolière et gazière. La société fournit principalement des analyses de pétrole et de gaz, mais la part de ses analyses sur les énergies renouvelables et des analyses d'émissions de carbone n'a cessé d'augmenter. Son marché principal est New York. Outre le pétrole, les services pétroliers et les sociétés financières, ses clients comprennent des institutions telles que l'OPEP, l'Agence internationale de l'énergie et la Banque mondiale, entre autres.
Rystad a été fondée en 2004 par Jarand Rystad, physicien norvégien et ancien partenaire consultant de McKinsey,. La société est spécialisée dans l'analyse des problèmes énergétiques mondiaux et possède la seule base de données complète pour les données de production, l'ingénierie et le financement de tous les gisements et gisements de pétrole et de gaz dans le monde. L'entreprise a également développé des bases de données similaires pour un large éventail de segments au sein de la production d'énergie fossile et renouvelable et des secteurs des équipements et services énergétiques connexes.
La société appartient à son fondateur et PDG Jarand Rystad avec des parts minoritaires détenues par des cadres supérieurs de la société. Jarand Rystad est décrit par le Financial Times comme « l'un des analystes pétroliers les plus cités de l'industrie »,. Les opérations d'édition sont dirigées par l'ancien éditeur d'Upstream Eric Means. Son chef des marchés mondiaux du pétrole est Bjørnar Tonhaugen.
Rystad Energy a son siège à Oslo et possède des bureaux mondiaux à Houston, Singapour, Dubaï, Houston, New York, Londres, Aberdeen, Moscou, Istanbul, Rio de Janeiro, Singapour, Tokyo, Kuala Lumpur, Pékin, Bangalore, Stavanger, Sydney et Perth.
En 2019, le chiffre d'affaires de Rystad était de 331 millions de couronnes norvégiennes et le bénéfice d'exploitation était de 8,3 millions de couronnes,.
En avril 2021, Rystad a prédit qu'en raison du COVID-19 et de la transition énergétique, la demande de pétrole plafonnera à 101,6 millions de barils par jour en 2026 avant de décliner, avant la survenue du pic de production de pétrole.
Elle affirme également qu'au moins 3 milliards de dollar d'investissements dans l'exploration et le développement de 313 milliards de barils en nouvelles ressources pétrolières seraient nécessaires pour répondre à la demande de pétrole en 2050.